# Drosophila gapudi
Drosophila gapudi är en tvåvingeart som beskrevs av Ruiz-fiegalan 2003. Drosophila gapudi ingår i släktet Drosophila och familjen daggflugor.
Artens utbredningsområde är Filippinerna.